# Segnalazione certificata di inizio attività
La Segnalazione Certificata di Inizio Attività (SCIA) è un istituto del diritto amministrativo disciplinato dall’art. 19 della legge 7 agosto 1990, n. 241 e introdotto in sostituzione della precedente Dichiarazione di Inizio Attività (DIA) come strumento di liberalizzazione dell’attività amministrativa. La disciplina dell’istituto è stata, nel tempo, oggetto di plurime modifiche, soprattutto volte alla razionalizzazione dei regimi amministrativi applicabili alle attività private, chiarendo quando si applicano la SCIA, il silenzio-assenso, l’autorizzazione o la comunicazione semplice. 

## Definizione e natura giuridica
La Segnalazione Certificata di Inizio Attività è un atto che il privato indirizza all’amministrazione e che gli permette di avviare un’attività economica senza la preventiva autorizzazione da parte del soggetto pubblico. Si tratta di una dichiarazione con effetto immediato: dunque, l’attività del privato può iniziare immediatamente a seguito dell’invio della segnalazione, salvo che poi intervenga – in caso di accertata carenza dei presupposti previsti dalla legge e comunque nel termine di sessanta giorni dall’invio della segnalazione – un provvedimento motivato di divieto di prosecuzione dell’attività o di sospensione e conformazione alle norme della stessa. 
La SCIA ha in parte sostituito la Dichiarazione di Inizio Attività (DIA), in base a cui è invece necessario attendere trenta giorni prima di poter iniziare l’attività. Nonostante l’introduzione della SCIA, la DIA è ancora utilizzata per determinate ipotesi previste dal Testo Unico dell’Edilizia. 

## Campo di applicazione della SCIA e tipologie di SCIA
Il campo di applicazione della SCIA è definito dal primo comma dell’art. 19 della legge n. 241/1990, che ne fissa due requisiti chiave. Si dispone infatti che la SCIA sostituisca di diritto ogni atto di tipo autorizzativo “il cui rilascio dipenda esclusivamente dall’accertamento dei requisiti e presupposti richiesti dalla legge”, ossia ogni atto di tipo vincolato. Il secondo requisito è che deve trattarsi di atti autorizzativi per i quali “non sia previsto alcun limite o contingente complessivo o altri strumenti di programmazione di settore”. Infine, l’art. 19 prevede alcune esclusioni, ogni qual volta vengano in gioco interessi pubblici particolarmente rilevanti come l’ambiente, la difesa nazionale, l’immigrazione, ecc. – le cui specifiche esigenze di cura non permettono la sostituzione della valutazione pubblica di conformità con quella privata – oppure qualora si tratti di atti autorizzativi imposti dalla normativa europea.
Esistono varie tipologie di SCIA, diversificate in relazione all’ambito e alla complessità dell’attività a cui si riferiscono. In particolare, il d.lgs. 25 novembre 2016, n. 222, individua nel dettaglio, attraverso la tabella A, i procedimenti oggetto di autorizzazione, quelli sottoposti a SCIA, a silenzio-assenso oppure a comunicazione semplice. La tabella individua per ciascuna delle attività elencate il regime amministrativo, l’eventuale concentrazione dei regimi e i riferimenti normativi.
In particolare:
- quando la tabella A richiede per lo svolgimento di un’attività la previa comunicazione semplice, quest’ultima produce effetto con la sua presentazione allo Sportello Unico o all’amministrazione competente. La comunicazione semplice è indicata per attività di carattere residuale, incapaci di incidere significativamente sugli interessi pubblici e per cui non è necessario alcun controllo né preventivo né successivo da parte della pubblica amministrazione, come ad esempio la cessazione di un’attività economica[4].
- Quando la tabella indica la SCIA, si fa riferimento alla sua forma più comune, ossia la c.d. “SCIA ordinaria”. Essa è richiesta per attività che non presuppongono valutazioni complesse da parte della pubblica amministrazione, come ad esempio l’avvio di attività economiche, commerciali, artigianali e ricettive, nonché per interventi edilizi di minore entità. L’attività del privato, dunque, può essere avviata immediatamente ed entro sessanta giorni (trenta per l’ambito edilizio) l’amministrazione potrà effettuare dei controlli sulla sussistenza dei requisiti e dei presupposti richiesti per lo svolgimento della stessa. Come accennato, qualora l’accertamento dimostri la carenza di tali requisiti, l’amministrazione può vietare la prosecuzione dell’attività o richiedere all’interessato di conformare le attività alla normativa vigente[5].
- Se per lo svolgimento di un’attività soggetta a SCIA sono necessarie altre SCIA o comunicazioni e notifiche, l’interessato deve presentare la c.d. “SCIA unica”. Tale tipologia si differenzia rispetto a quella ordinaria in quanto, una volta presentata all’ufficio competente, questa viene trasmessa immediatamente alle altre amministrazioni interessate per i controlli loro spettanti. Anche in questo caso, se entro sessanta giorni (trenta nel caso dell’edilizia) viene accertata la carenza dei requisiti e dei presupposti richiesti per lo svolgimento dell’attività, l’amministrazione può vietare la prosecuzione o richiedere all’interessato di conformarsi alla normativa vigente[6]
- La c.d. “SCIA condizionata” – detta anche “SCIA differita” – si applica quando l’inizio dell’attività del privato è subordinato anche all’acquisizione di autorizzazioni o atti di assenso comunque denominati da parte di amministrazioni diverse da quella destinataria della segnalazione. In tali ipotesi l’interessato presenta, insieme alla SCIA, anche l’istanza di autorizzazione; entro cinque giorni è convocata la conferenza di servizi che deciderà se rilasciare i provvedimenti autorizzativi necessari. Solo a seguito del rilascio di tali atti autorizzativi, l’attività può essere avviata[7]. Questo accade ad esempio nel caso di apertura di un esercizio di vicinato che venda armi diverse da quelle da guerra, per cui è invece necessaria una licenza di pubblica sicurezza, rilasciata dalla Questura ai sensi dell’art. 31 del TULPS (r.d. 18 giugno 1933, n. 773) e del relativo regolamento di esecuzione.
- Infine, quando la tabella indica l’autorizzazione come titolo di esercizio di un’attività, è necessario un provvedimento espresso, precedente all’avvio della condotta privata, salvo i casi in cui possa operare il silenzio-assenso ai sensi dell’art. 20 legge n. 241/1990. Qualora invece, per lo svolgimento dell’attività, sia necessaria l’acquisizione di ulteriori atti di assenso, si applicano le disposizioni in materia di conferenza di servizi di cui agli artt. 14 ss. della legge n. 241/1990[8].

## Poteri della pubblica amministrazione
Pur essendo uno strumento volto a tutelare la libertà di iniziativa economica del privato cittadino, la SCIA riconduce in capo all’amministrazione, quanto meno in seconda battuta, un potere/dovere di controllo, nonché di tipo inibitorio, conformativo, ripristinatorio. 
L’accertamento pubblico sull’attività del privato è operato per garantire la regolarità della segnalazione presentata e, quindi, per rilevare l’eventuale assenza dei presupposti e requisiti previsti dalla norma di legge. Come detto, la verifica in questione è esercitabile dall’amministrazione entro il termine perentorio di sessanta giorni dal ricevimento della segnalazione; termine che viene ridotto a trenta giorni dal ricevimento della segnalazione quando essa è concernente la materia edilizia. 
In questo lasso di tempo l’amministrazione può essere quindi chiamata ad esercitare un potere di tipo inibitorio e cioè ad adottare, se necessario, “motivati provvedimenti di divieto di prosecuzione dell’attività e di rimozione degli eventuali effetti dannosi di essa”. Una volta scaduto il termine per l’esercizio del potere di verifica, l’amministrazione può comunque intervenire per ordinare la cessazione dell’attività e il ripristino dello stato precedente al suo avvio, purché sussistano le condizioni per l’annullamento d’ufficio. Per questo intervento in autotutela, dunque, non basta la mera contrarietà dell’azione privata alla norma (sufficiente per la sua inibizione entro i sessanta giorni), ma sono necessari gli altri requisiti richiesti all’art. 21-nonies l. 241/1990, quali: la sussistenza di un pubblico interesse all’intervento in autotutela; la ponderazione degli interessi pubblici e privati coinvolti; e il non essere trascorso un lasso di tempo irragionevolmente ampio tra SCIA e autotutela.
È anche possibile che l’attività privata intrapresa (e i suoi effetti) possa essere conformata ai requisiti previsti per legge: in tale caso, l’amministrazione competente invita il privato a conformare l’attività e gli effetti, prescrivendo in un atto motivato le misure necessarie e fissando un termine non inferiore a trenta giorni per l’adozione di tali misure. Sempre con atto motivato, spetta all’amministrazione il potere di sospendere l’attività privata “in presenza di attestazioni non veritiere o di pericolo per la tutela dell’interesse pubblico in materia di ambiente, paesaggio, beni culturali, salute, sicurezza pubblica o difesa nazionale”, dovendo quindi l’amministrazione svolgere una “necessaria comparazione tra interesse pubblico e interesse privato e di prevalenza del primo sul secondo”. 

## SCIA e tutela del terzo
Per quanto riguarda la tutela del terzo, l’art. 19 l. n. 241/1990 prevede al comma 6-ter (introdotto dal d.l. 13 agosto 2011, n.138) che “[l]a segnalazione certificata di inizio attività, la denuncia e la dichiarazione di inizio attività non costituiscono provvedimenti taciti direttamente impugnabili. Gli interessati possono sollecitare l'esercizio delle verifiche spettanti all’amministrazione e, in caso di inerzia, esperire esclusivamente l’azione di cui all’art. 31 commi 1, 2 e 3 del decreto legislativo 2 luglio 2010 n. 104”.
Dopo vari dibattiti concernenti la natura giuridica della SCIA, dunque, l’introduzione del comma 6-ter ha chiaramente stabilito che la SCIA non costituisce un provvedimento tacito direttamente impugnabile, andando a dimostrare la non ammissibilità dell’orientamento che considerava la SCIA come l’esplicazione di un potere pubblicistico. 
Il terzo, dunque, deve sollecitare l’esercizio dei poteri di controllo di cui all’art. 19, comma 3, con tre possibili risultati: i) l’accoglimento della sua istanza e, dunque, la tutela in via amministrativa delle sue pretese attraverso l’inibizione dell’attività oggetto di SCIA; ii) il respingimento espresso della sua istanza, tramite un provvedimento contestabile in giudizio; iii) una mancata risposta da parte dell’amministrazione, generante un silenzio inadempimento avverso cui ricorrere con la specifica azione prevista dal Codice del processo amministrativo (art. 31, commi 1, 2 e 3).
Rimangono indubbiamente presenti alcune problematiche riguardo a singoli aspetti della tutela del terzo. Particolarmente delicato è il bilanciamento di tali esigenze di protezione con quelle di certezza del diritto per il soggetto che ha avviato l’attività oggetto di SCIA. Sicché il terzo, per poter ottenere l’esperimento dei poteri inibitori di cui all’art. 19, comma 3, ne deve sollecitare l’esercizio entro il medesimo termine di sessanta (o trenta) giorni a disposizione dell’amministrazione per intervenire sulla SCIA. Ciò genera un evidente problema di percepibilità “dall’esterno” dell’avvio dell’attività oggetto della segnalazione, tale da aver spinto la Corte costituzionale a formulare l’auspicio di un intervento da parte del legislatore affinché introduca strumenti volti a favorire una immediata pubblicità della SCIA e del suo oggetto. Ad ogni modo, decorso il termine di sessanta (o trenta) giorni, il terzo può comunque chiedere l’attivazione dei poteri di autotutela di cui all’art. 19, comma 4, l. n. 241/1990, il cui esercizio – come visto – richiede però il soddisfacimento di requisiti ulteriori rispetto alla sola non conformità dell’attività privata al modello normativo. 

## SCIA edilizia
La SCIA edilizia rappresenta uno strumento fondamentale nel panorama normativo italiano, poiché consente di avviare specifici interventi costruttivi senza dover attendere un’autorizzazione formale da parte dell’amministrazione competente.
La SCIA edilizia è disciplinata agli artt. 22 e ss. d.P.R. 6 giugno 2001, n. 380, noto anche come Testo Unico dell’Edilizia (TUE). Conformemente alla disciplina generale dell’istituto, tale normativa consente al privato di iniziare i lavori immediatamente dopo la presentazione della segnalazione, assumendosi la piena responsabilità in merito alla correttezza e veridicità delle dichiarazioni rese, e fatti salvi i poteri di controllo, inibitori, sospensivi e ripristinatori esercitabili dall’amministrazione nei successivi trenta giorni. Da ciò l’importanza del supporto tecnico-professionale: la documentazione relativa alla SCIA deve essere corredata dalla certificazione di un tecnico abilitato, il quale attesta la regolarità degli interventi rispetto alle norme urbanistiche ed edilizie.
In merito all’autorità competente per la gestione e la valutazione della SCIA edilizia, il riferimento principale è rappresentato dallo Sportello Unico per l’Edilizia (SUE), che funge da punto di contatto tra i cittadini e l’amministrazione, semplificando le procedure burocratiche e favorendo una maggiore trasparenza. 
Infine, oltre alla SCIA, il TUE introduce l’istituto della Comunicazione di Inizio Lavori Asseverata – CILA, il quale si presenta come una via di mezzo tra il regime delle attività edilizie del tutto libere – ossia quelle di minore impatto sugli interessi pubblici – e quello delle attività edilizie oggetto di SCIA. Si tratta, infatti, di una comunicazione contenutisticamente più semplice che il privato deve presentare per poter svolgere interventi non particolarmente impattanti, mentre l’attività di controllo dell’amministrazione può portare – in caso di difformità dalle previsioni normative – solo all’applicazione di sanzioni, e non all’esercizio di poteri inibitori e ripristinatori.
D’altra parte, per le opere più significative, è ancora richiesta un’autorizzazione preventiva sotto forma di permesso di costruire.